# Фудбалска репрезентација Бутана
Фудбалска репрезентација Бутана је фудбалски тим који представља Бутан на међународним такмичењима и под контролом је Фудбалског савеза Бутана.
Никада нису учествовали на Азијском купу и Светском првенству.

## Историја
Фудбалска репрезентација Бутана постоји још од 1970-их година, док је званично основана 1983, а први званични меч одиграла 2000. године.
Репрезентација Бутана играла је 2002. године против Монсерата меч као две најслабије рангиране екипе на свету, на исти дан када се на светском првенству играло финале Бразил - Немачка. Меч је одигран на националном стадиону Чанглимитанг, а Бутан је победио са 4:0. Утакмицу је судио енглески судија Стив Бенет. Документарни филм о овој утакмици под називом Друго финале урадио је холандски ражисер Јохан Крамер.
Они су једина репрезентација која и ако је члан ФИФА није учествовала у квалификацијама за Светско првенство. Квалификације за Светско првенство 2002 већ су почеле када су они добили чланство у међународну светску фудбалску федерацију, а пропустили су и квалификације за светско првенство 2006. године Због реновирања стадиона Чанглимитанг, јединог стадиона за међународне утакмице, који је трајао око седам година, они нису учествовали у квалификацијама за светско првенство 2010 као и за светско првенство 2014. године. Након што је реновирање стадиона заврешено 2012. године, а нови спортски комплекс отворио лично председник међуднародне фудбалске федерације Сеп Блатер, нови стадион је био домаћин међународног турнира Кингс купа и ФИФА ворлд куп трофија, оба у 2013. години. Овим је званично потврђено да је фудбалски тим Бутана, као и њихов стадион потпуно спремна за учешће у квалификацијама за светско првенство 2018, по први пут у својој историји.
Тим је учествовао на првенству јужноазијске фудбалске федерације (SAFF Championship) прву пут 2003. године, а 2008. је стигао до полуфинала, где су изгубили у Индије (2-1) голом у последњем минуту продужетака. Учествовали су и на следећа 3 првенства, али су испадали у првом кругу.
У квалификацијама за светско првенство дебитовали су у прелиминарној руни у квалификацијама за Светско првенство 2018. у Русији против Шри Ланке. У првом мечу су као гости победили голом који је постигао Черинг Дорџи. То је била прва победа у првом мечу икада у квалификацијама за светско првенство. Пролазак даље обезбеђен је победом на стадиону Чанглимитанг у Тимбу од 2:1, а оба гола за Бутан је постигао Ченчо Гјелтшен.

## Резултати

### АФК азијски куп
- 1956 до 1996 – Нису учествовали
- 2000 – Нису се квалификовали
- 2004 – Нису се квалификовали
- 2007 до 2015 – Нису учествовали

### САФФ првенство
- 1993 до 1999 – Нису учествовали
- 2003 – Групна фаза
- 2005 – Групна фаза
- 2008 – Полуфинале
- 2009 – Групна фаза
- 2011 – Групна фаза
- 2013 – Групна фаза

### АФК челенџ куп
- 2006 – Групна фаза
- 2008 – Нису се квалификовали
- 2010 – Нису се квалификовали
- 2012 – Нису се квалификовали
- 2014 – Нису учествовали

## Тренери
- Канг Бјунг-чан (2000–02)
- (2002)
- Арие Шанс (2002–03)
- Хенк Валк (2003)
- Кхаре Баснет (2003–08)
- Коџи Гјотоку (2008–10)
- Казунори Чара (2012–2014).
- Чокеј Нима (2015)
- Норио Цукитате (2015–)